# 萬用手冊

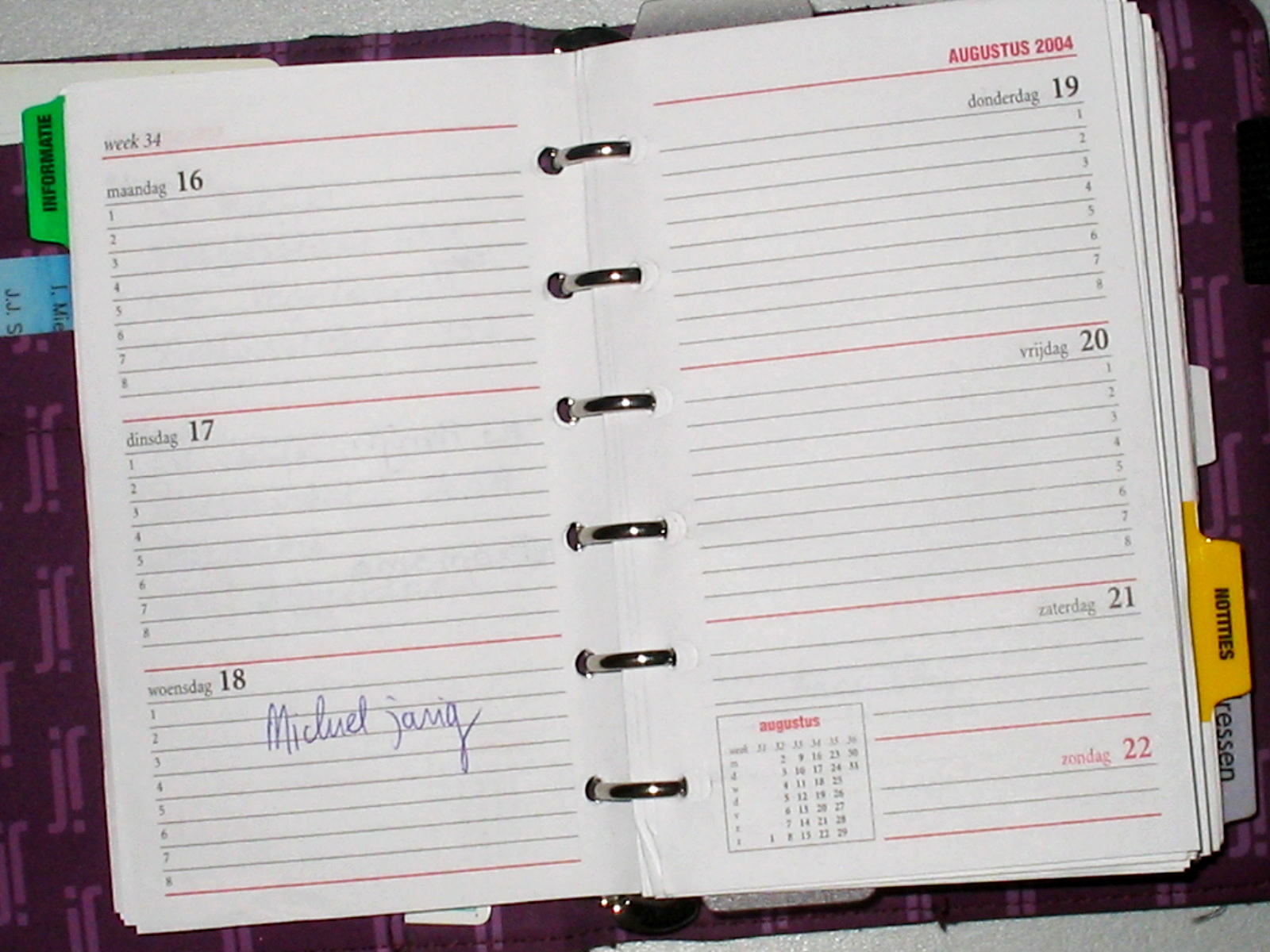
每日規劃

萬用手冊、多功能記事本或多功能活頁記事本（英語：Personal organizer）是一款便攜式小冊子。通常它包括了日程本，行事曆，通訊錄，白紙和其他部分。
萬用手冊是一種個人管理工具，它可能包含了地圖和電話號碼等有用信息。它和其他具有一種或多種相類似功能的文具用品如行事曆，旋轉式名片架，筆記本，年鑑等等都有相關性。
到了20世紀末，紙印版的萬用手冊開始被電子產品如個人數碼助理，個人資訊管理系統和在線記事本所取代。隨著智能手機，平板電腦，智能手錶和各類行動應用程式的出現，這一進程到了21世紀進一步加速。 
万用手册和活页本含义不同。活页本可以用于放置任何纸张，从而用于笔记记录、文件收纳等，而万用手册的内容主要限于个人生活记录与管理。 